# Ordgarius magnificus
Ordgarius magnificus är en spindelart som först beskrevs av William Joseph Rainbow 1897.  Ordgarius magnificus ingår i släktet Ordgarius och familjen hjulspindlar. Inga underarter finns listade i Catalogue of Life.